# HD 141937 b
HD 141937 b es un planeta extrasolar descubierto en agosto de 2002 con una masa de 9,7 veces la masa de Júpiter. Esta masa es un valor mínimo puesto que se desconoce la inclinación de la órbita, pero probablemente sea una enana marrón cuya masa real es desconocida. Tiene una órbita calculada en 653 días a una distancia de su estrella de la mitad de la distancia entre el Sol y la Tierra. Su excentricidad 41%.